# Fläret
Fläret är en by i Askeby socken i Linköpings kommun i Östergötland vid Svennebysjön. 
På Flärets ägor finns ett kulturlandskap med ett flera kilometer långt stensträngssystem, som utgör rester av hägnader från romersk järnålder. Stensträngsområdet sträcker sig även in på grannbyarna Öjeby, Nygård, Stora Greby och Nybble. I området finns även fem boplatslämningar, av vilka flera med synliga husgrundsterrasser, och omkring 150 gravar mestadels belägna i mindre gravfält. Området har undersökts av kulturgeograferna Sven-Olof Lindquist (Det förhistoriska kulturlandskapet i östra Östergötland, 1968) och Mats Widgren (Settlement and farming systems in the early Iron Age, 1983)